# ليون نايت
ليون نايت (بالإنجليزية: Leon Knight)‏ (16 سبتمبر 1982 في المملكة المتحدة - ) هو لاعب كاراتيه ولاعب كرة قدم بريطاني في مركز الهجوم. شارك مع منتخب إنجلترا تحت 19 سنة لكرة القدم ومنتخب إنجلترا تحت 20 سنة لكرة القدم. أما مع النوادي، فقد لعب مع برايتون أند هوف ألبيون وتشيلسي وروشدين ودايموندز وسوانزي سيتي وشيفيلد وينزداي وغلينتوران وكوين أوف ساوث وكوينز بارك رينجرز وميلتون كينز دونز ونادي بارنسلي ونادي كوليرين وويكمب وندررز وهاميلتون أكاديميكال وهدرسفيلد تاون وThrasyvoulos F.C. ‏ وBarnton F.C. ‏.

## وصلات خارجية
- ليون نايت على موقع قاعدة بيانات كرة القدم.إي يو (الإنجليزية)
- ليون نايت على موقع Soccerbase.com (لاعب) (الإنجليزية)
- ليون نايت على موقع Soccerway.com (الإنجليزية)